# The Ashes 1896
Il The Ashes 1896 è stata la 12ª edizione del prestigioso The Ashes di cricket. La serie di 3 partite si è disputata in Inghilterra tra il 22 giugno e il 12 agosto 1896.
La vittoria è andata alla selezione inglese, che ha vinto per 2-1.

## Viaggio e preparativi
Come accaduto nelle precedenti spedizioni in Inghilterra, la squadra australiana fece una sosta a Colombo durante il viaggio verso il Regno Unito. In questa occasione, il 1º aprile, gli australiani disputarono una partita contro una squadra di Ceylon presso il Galle Face Green, un noto luogo di ritrovo situato a Colombo. Il match si concluse con un risultato di parità, senza una squadra vincitrice.

## Risultati

### Test 1
| 22-24 giugno Referto |

| Australia       | v | Inghilterra        |
| 53 (22.3 overs) |   | 292 (107.4 overs)  |
| 347 (133 overs) |   | 111/4 (47.1 overs) |

- Australia vince il sorteggio e decide di battere

### Test 2
| 16-18 luglio Referto |

| Australia          | v | Inghilterra            |
| 412 (170 overs)    |   | 231 (90 overs)         |
| 125/7 (84.3 overs) |   | 305 (f/o) (90.1 overs) |

- Australia vince il sorteggio e decide di battere

### Test 3
| 10-12 agosto Referto |

| Inghilterra      | v | Australia        |
| 145 (81.3 overs) |   | 119 (53.1 overs) |
| 84 (49 overs)    |   | 44 (26 overs)    |

- Inghilterra vince il sorteggio e decide di battere